# Inn
Inn (starinsko Ina, retoromansko Ena, tudi En) je reka, ki izvira pod prelazom Maloja v Engadinu v kantonu Graubünden v švicarskih Alpah na nadmorski višini 2484 m v bližini Lunghinsee, nakar teče proti severovzhodu in prečka švicarsko-avstrijsko mejo ter nato teče po Tirolski. Nato blizu Kufsteina prestopi v nemško Bavarsko ter na koncu teče po meji med Avstrijo in Nemčijo. Nato se izlije pri Passauu v Donavo. Njegova dolžina je 517 km; ob izlivu v ima večji pretok vode kot Donava!
Večja naselja ob reki so: Landeck, Innsbruck (zastarelo slovensko Inomost), Kufstein, Rosenheim, Wasserburg, Waldkraiburg, Mühldorf, Neuötting, Simbach, Braunau, Schärding in Passau. Pomembnejša pritoka sta Alz in Salzach.